# Osred II
Osred II fou rei de Northúmbria del 789 al 790. Era fill d'Alhred i d'Osgifu, filla d'Eadberht. Succeí a Ælfwald I, fill del germà de la seva mare, Oswulf, que fou assassinat per l'ealdorman Sicga. Osred, tot i que unificà dues de les faccions oposades a Northúmbria, només fou rei durant un any abans de ser deposat, i va ocupar el seu lloc l'anteriorment deposat Æthelred I, fill d'Æthelwald Moll. Osred fou llavors exiliat, sembla que a l'illa de Man. Retornà de l'exili el 792, i la Crònica anglosaxona informa que fou "detingut i assassinat el divuitè dia abans de les calendes d'octubre. El seu cos fou dipositat a Tynemouth." S'assumeix que aquest assassinat fou dut a terme o instigat pel rei Æthelred, que també havia matat Ælf i Ælfwine, fills d'Ælfwald, morts l'any anterior, i que havia intentat matar a Eardwulf el 790.